# Метт Шекман
Метт Шекман (англ. Matt Shakman; 8 серпня 1975) — американський режисер театру, кіно і телебачення, і колишній дитина-актор. Найбільш відомий по своїй роботі над серіалом «У Філадельфії завжди сонячно».

## Раннє життя
Шекман народився в Вентурі, Каліфорнії. Здобувши успіх як дитина-актор, починаючи з рекламних роликів, перш ніж отримати одну з основних ролей в серіалі " 10 з нас ", він потім почав відвідувати школу Тетчера в Охае.
Шекман продовжив навчання в Єльському університеті, який він закінчив зі ступенем з історії мистецтва та театру. Саме в Єлі Шекман захопився театром, де він був режисером вистав. Будучи в Єлі, він також коротко співав з " Out of the Blue ", групою, яка співає а капела.
Після університету, Шекман жив в Нью-Йорку кілька років, перш ніж переїхати в Лос-Анджелес.

## Кар'єра
Як дитина-актор, Шекман відомий по своїй ролі Грема "Дж. Р. «Луббок в спін-офф серіалу» Проблеми зростання ", "10 з нас "(1988—1990). Його інші роботи на телебаченні включають серіали " Факти з життя ", " Шлях на небеса ", " Різні ходи ", " Нічний суд ", " Доброго ранку, міс Блісс " і " Вебстер ". Він також з'явився в фільмах «Ніч в чарівному замку» (1988) і " Знайомтеся: Пустоголові " (1989) 30[джерело?]
Шекман є творцем і креативним директором театру Чорна Далія (BDT) в Лос-Анджелесі, який «American Theatre Magazine» назвав одним з «десятка молодих американських компаній, про які ви повинні знати».30[джерело?]
З 2002 року, Шекман в основному займався режисурою на телебаченні. Серед його робіт є серіали «Божевільні», «Клієнт завжди мертвий», «Нова», «Брати і сестри», «Доктор Хаус», «Фарго» й «У Філадельфії завжди сонячно» (також виконавчий продюсер) 30[джерело?]
Шекман також зняв епізоди «Трофеї війни» і «Східний Дозор» для сьомого сезону серіалу HBO «Гра престолів».

## Режисерські роботи

### Фільми
- На краю[en] (2014 року)
- Фантастична четвірка: Перші кроки (2025 року)

### Телебачення
- Не краса по-американськи
- Доктор Хаус
- Ясновидець
- У Філадельфії завжди сонячно
- Брати і сестри
- Усі ненавидять Кріса
- Любов вдівця
- Секрети на кухні
- Клієнт завжди мертвий
- Юристи Бостона
- Школа виживання
- Доктор Хафф[en]
- Справедлива Емі
- Вічне літо
- Знову і знову
- помста
- Ти — найгірший
- Фарго
- Хороша дружина
- Гра престолів
- ВандаВіжн

### Театр
- Погані євреї[en] в Geffen Playhouse (2015)
- Хороші люди[en] в Geffen Playhouse
- Секрети майстерності в Primary Stages
- Лігво злодіїв (2002)
- Останні дні Іуди Іскаріота[en] (2007)
- Розміщення (від Блер Сінгер)

## Нагороди та номінації
- 2012: Премія Мілтона Катселаса від Кружка театральних критиків Лос-Анджелеса за кар'єру або спеціальні досягнення в режисурі
- 2012: Премія LA Weekly (номінація) — режисура мюзиклу
- 2011: Премія Кружка театральних критиків Лос-Анджелеса (номінація) — режисура
- 2009: Премія Гарленд, режисура
- 2008: Премія Ovation, режисура
- 2008: Премія GLAAD, LA Production
- 2005: Премія Кружка театральних критиків Лос-Анджелеса за режисуру
- 2004: Премія Ovation (номінація) — режисура
- 2002: Премія Гарленд за режисуру
- 2002: Премія LA Weekly (номінація) — режисура
- 1989: Премія Young Artist — Кращий молодий актор / актриса в комедійному, драматичному серіалі або спеціальною програмою